# Homer kandiduje
Homer kandiduje (v anglickém originále See Homer Run) je 6. díl 17. řady (celkem 362.) amerického animovaného seriálu Simpsonovi. Scénář napsala Stephanie Gillisová a díl režírovala Nancy Kruseová. V USA měl premiéru dne 20. listopadu 2005 na stanici Fox Broadcasting Company a v Česku byl poprvé vysílán 30. prosince 2007 na stanici ČT2.

## Děj
Na Den otců na Homera neudělá dojem Lízin dárek – kniha, kterou vytvořila s karikaturami sebe a Homera jako jednorožců. Ve snaze zlepšit Líze náladu pověsí knihu na ledničku, ale ta spadne do dávkovače vody, kde se zničí. Co hůř, Homer z toho viní magnet, který mu ale Líza dala k narozeninám. 
Líza si vybíjí svou frustraci ve škole, což ji přivede do problémů, a její rodiče jsou zavoláni na pohovor s ředitelem Skinnerem. Školní psychiatr J. Loren Pryor zjistí, že Líza prochází vývojovou poruchou, kterou podnítilo Homerovo vyvádění, a mohla by skončit tak, že bude do konce života nenávidět muže, což se dá vyřešit jedině tím, že se Homer pokusí vše napravit. Převlékne se za salamandra, maskota, který má děti varovat před elektrickým vedením, ale ve školním autobuse děti poraní a pak ohňostrojem během školní besídky způsobí v aule mohutný požár. 
Mezitím Bart – na výzvu šikanujících, kteří mu vštípí do hlavy myšlenku, že smí krást veřejný majetek, na kterém je jeho jméno, a bude mít plnou imunitu před zákonem – ukradne dopravní značku Bartův bulvár. To vede k požáru vozidel během hromadné dopravní nehody. Homer, stále oblečený v kostýmu salamandra, běží na pomoc a vyprostí lidi, kteří zůstali uvězněni ve svých automobilech. Dostane se mu tak bouřlivého potlesku a starosta Joe Quimby je obviněn z neohrabané reakce. Obyvatelé Springfieldu kritizují Quimbyho za jeho mnohá další selhání a požadují odvolání. 
Na Lízin návrh se Homer rozhodne kandidovat na starostu proti kandidátům, jejichž počet přesahuje 200. Hraje na svou popularitu jako salamandr bezpečnosti a v průzkumech si vybuduje obrovský náskok. Avšak poté, co Marge vypere Homerův kostým salamandra, protože se do něj pozvracel, se během debatního fóra převlek rozpadne a dav se proti Homerovi obrátí. Žádný z nových kandidátů nezíská 5 % chlasů potřebných k sesazení Quimbyho. Nicméně Líza se Homerovi svěří, že je na něj hrdá a je ráda, že je jejím otcem. Poté spolu tančí v opuštěném tanečním sále.

## Produkce
Homerův slogan v kampani na post starosty Springfieldu zní „Menší zlo.“ a odkazuje na zdůvodnění „menší zlo“, které veřejnost často používá při volbě politické strany.
Kniha Laughing Matters: Humor and American Politics in the Media Age cituje tuto epizodu jako příklad humoru typu „je to vtipné jen proto, že je to pravda“. V dílu je starosta Quimby podroben odvolávací volbě, které se účastní stovky pochybně kvalifikovaných kandidátů, z nichž jedním je Rainier Wolfcastle. Tento obskurní vtip odkazuje na herce a kulturistu Arnolda Schwarzeneggera (podle něhož je Wolfcastle vytvořen), který v roce 2003 vyhrál volby guvernéra Kalifornie, když byl odvolán dosavadní guvernér Gray Davis. Laughing Matters poznamenává, že ačkoli zápletka dílu je o „nedostatečné efektivitě občanů a síle známosti jména a popularity, sofistikovaný humor pro málokoho slouží jen málo komediálnímu účelu“.

## Přijetí
Simpsons Confidential uvádí tento díl jako příklad „stále explicitnějších sociálních a politických komentářů, které nám v Jeanově éře dávají na frak“. Uvádí, že „jediným současným tématem“, kolem kterého se díl točí, je „volební politika“.
Stephanie Gillisová byla za scénář k této epizodě nominována na Cenu Sdružení amerických scenáristů za vynikající scénář k animovanému filmu na 58. ročníku těchto cen.